# Ogień, woda i miedziane trąby
Ogień, woda i miedziane trąby (ros. Огонь, вода и… медные трубы, Ogon', woda i… miednyje truby) – radziecka baśń filmowa z 1968 roku w reżyserii Aleksandra Rou. Scenariusz napisali: Nikołaj Erdman i Michaił Wolpin. Opowieść przedstawiona w filmie jest oparta na słowiańskim folklorze. Film trwa godzinę i 26 minut.

## Fabuła
W Rosji istnieje powiedzenie, że osoba, która przeszła ogień, wodę i miedziane trąby, przeszła ciężką próbę, wykazała dużą siłę woli i przez to zdobyła olbrzymie życiowe doświadczenie. Główny bohater baśni filmowej o imieniu Wasia przechodzi właśnie taką próbę. Kiedy Wasia wypalał w lesie węgiel, przy jego obecności wysłannicy Kościeja Nieśmiertelnego porywają młodą dziewczynę Aloszkę, ukochaną Wasi, aby Kościej wziął z nią ślub. Poszukując ukochanej Wasia, dosłownie przechodzi przez tzw. "ogień i wodę", ale najtrudniejszą próbą do pokonania okazują się być dźwięki trąb oraz jaskrawe światło chwały.

## Obsada
- Natalja Siedych jako Aljonuszka, Aloszka
- Aleksiej Katyszew jako Wasia
- Gieorgij Millar jako Kościej / Baba Jaga
- Aleksandr Chwyla jako Łysy
- Michaił Pugowkin jako Car
- Anatolij Kubacki
- Pawieł Pawlenko jako Wodnik
- Aleksiej Smirnow
- Anastasija Zujewa jako narrator, babcia ukazująca się w oknie